# Col du Mont Crosin
Il Col du Mont Crosin è un passo di montagna nel Massiccio del Giura ne Canton Berna, Svizzera. Collega la località di Saint-Imier con quella di Tramelan. Scollina a un'altitudine di 1 227 m s.l.m.
La regione molto ventosa ha favorito l'edificazione di Centrali eoliche, tra le prime costruite in Svizzera.